# Piper mishuyacuense
Piper mishuyacuense är en pepparväxtart som beskrevs av William Trelease. Piper mishuyacuense ingår i släktet Piper och familjen pepparväxter. Inga underarter finns listade i Catalogue of Life.